# Juan Antonio Reig Pla
Juan Antonio Reig Pla (Cocentaina, 7 luglio 1947) è un vescovo cattolico spagnolo, dal 21 settembre 2022 vescovo emerito di Alcalá de Henares.

## Biografia
Juan Antonio Reig Pla è nato a Cocentaina il 7 luglio 1947 da Manuel e Amparo. Ha ricevuto il battesimo nella chiesa parrocchiale dell'Assunzione di Santa Maria a Cocentaina l'11 luglio 1947 e la confermazione nella stessa chiesa il 21 maggio 1959.

### Formazione e ministero sacerdotale
Ha compiuto gli studi ecclesiastici nel seminario maggiore di Valencia. Nel 1973 ha ottenuto la licenza in teologia presso la Pontificia Università di Salamanca e nel 1978 il dottorato in teologia morale presso la Pontificia Università Lateranense di Roma.
L'8 luglio 1971 è stato ordinato sacerdote per l'arcidiocesi di Valencia. In seguito è stato vicario coadiutore della parrocchia di San Giovanni Battista a Manises dal 1971 al 1973; collaboratore pastorale della chiesa di Santa Maria in Monserrato degli Spagnoli a Roma; prefetto di filosofia nel seminario maggiore di Valencia dal 1976 al 1979; rettore del seminario maggiore "Immacolata" di Valencia dal 1979 al 1985; parroco della parrocchia di San Mauro e San Francesco ad Alcoy e vicario episcopale della zona Alcoy-Onteniente dal 1985 al 1989; canonico penitenziere della cattedrale di Valencia dal 1989 al 1996; delegato episcopale per la pastorale familiare dal 1990 al 1996; presidente della commissione diocesana per la difesa della vita, consigliere dell'Istituto per gli affari sociali dell'arcidiocesi di Valencia ed esperto del sottocomitato episcopale per la famiglia e la difesa della vita dal 1991 a 1996 e vicepreside della sezione di Valencia del Pontificio Istituto "Giovanni Paolo II" per Studi su Matrimonio e Famiglia dal 1994 al 1996.

### Ministero episcopale
Il 22 febbraio 1996 papa Giovanni Paolo II lo ha nominato vescovo di Segorbe-Castellón de la Plana. Ha ricevuto l'ordinazione episcopale il 14 aprile successivo nella cattedrale di Segorbe dall'arcivescovo Lajos Kada, nunzio apostolico in Spagna e Andorra, co-consacranti il cardinale Ricardo María Carles Gordó, arcivescovo di Barcellona, e l'arcivescovo metropolita di Valencia Agustín García-Gasco Vicente. Durante la stessa celebrazione ha preso possesso della diocesi. Il 21 aprile ha fatto il suo ingresso a Castellón de la Plana.
Il 24 settembre 2005 papa Benedetto XVI lo ha nominato vescovo di Cartagena. Ha preso possesso della diocesi il 19 novembre successivo con una cerimonia nella piazza della cattedrale di Cartagena.
Il 7 marzo 2009 lo stesso papa Benedetto XVI lo ha nominato vescovo di Alcalá de Henares. Ha preso possesso della diocesi il 25 aprile con una cerimonia nella cattedrale magistrale di Alcalá de Henares.
Nel febbraio del 2014 ha compiuto la visita ad limina.
In seno alla Conferenza episcopale spagnola è membro della commissione per i laici, la famiglia e la vita dal marzo del 2020. In precedenza è stato membro della commissione per l'apostolato secolare dal 2014 al 2020, vicepresidente della stessa e membro della sottocommissione per la famiglia e la difesa della vita.
È autore di libri riguardanti il sacramento della penitenza e soprattutto la famiglia e il matrimonio.
Il 7 luglio 2022, al suo 75º compleanno, ha presentato le sue dimissioni a papa Francesco da vescovo di Alcalá de Henares. Le dimissioni sono state accolte il 21 settembre successivo.

## Controversie
Monsignor Reig Plá ha suscitato diverse polemiche a causa del contenuto di alcune delle sue omelie, in particolare relative ad aborto e divorzio. Probabilmente quella che ha suscitato la maggior controversia, dal momento che è stata trasmessa in diretta in tutta la Spagna da La 2 di RTVE in occasione degli uffici del Venerdì Santo del 2012. Parlando dell'omosessualità ha detto: "Vorrei dire una parola a quelle persone che oggi, guidate da così tante ideologie, finiscono per non guidare bene la propria sessualità, che già pensano da bambini di provare attrazione sessuale per lo stesso sesso e, a volte, per dimostrarlo, si corrompono e si prostituiscono e vanno nei locali notturni degli uomini. Vi assicuro che trovano l'inferno". Due giorni dopo, l'8 aprile 2012, il cardinale e arcivescovo di Barcellona Lluís Martínez Sistach ha detto a una stazione radio che gli omosessuali "sono persone come gli altri e meritano dignità e rispetto. Un'altra cosa sono gli spettacoli. Secondo la nostra fede, le azioni delle persone possono essere buone o no". D'altra parte, in risposta alle dichiarazioni del vescovo, il consiglio comunale di Alcalá de Henares ha approvato integralmente - con i voti contrari solamente del Partito Popolare (che capeggiava la minoranza in città) e del consigliere di estrema destra di Spagna 2000 - una mozione di disapprovazione verso le dichiarazioni del vescovo, di veto negli atti municipali e di richiesta di rimozione alla Conferenza episcopale. Il vescovo Reig Plá ha risposto alla mozione con una dichiarazione nella quale si affermava che "nessun'istituzione umana ha il diritto di giudicare o impedire l'insegnamento dei contenuti della dottrina cattolica" e ha chiesto ai cattolici di pregare per la libertà religiosa in Spagna, per lui stesso e per coloro che lo perseguitano.
Una nuova controversia è nata a seguito del comunicato che ha inserito il 25 settembre 2014 sulla pagina web della diocesi in cui, tra le altre cose, ha criticato la decisione del governo del Partito Popolare di Mariano Rajoy di ritirare il disegno di legge che avrebbe riformato della legge sull'aborto. Il vescovo ha accusato il partito di "slealtà" e "follia" nei confronti del suo elettorato. Il vescovo ha ribattuto che il Partito Popolare era "ideologicamente informato dal femminismo radicale e dall'ideologia di genere e infettato come il resto dei partiti politici e dei sindacati della maggioranza dalla lobby LGBTQ".
Una nuova controversia è sorta alla vigilia di Capodanno del 2018 a causa di un'omelia che è stata trasmessa in tutta la Spagna da La 2 e in cui ha nuovamente criticato l'omosessualità, l'aborto e il multiculturalismo. Tra le altre cose, ha affermato che l'"unione amorevole di uomini e donne" è la sola sacra verità "per la sua natura naturale", dal momento che l'istituzione pubblica è "orientata alla procreazione e all'educazione dei bambini". Ha detto anche che "la società non è semplicemente una massa di individui, è nata dalla differenza sessuale e dalla procreazione". D'altra parte, ha incolpato la legge sull'aborto del "rigido inverno demografico" in cui vive la società. "Dalla prima legge per depenalizzare l'interruzione di gravidanza, non sono nati più di due milioni di spagnoli", ha detto. Ha anche indicato le famiglie cristiane come "minoranze creative" e "unità di resistenza" della cultura della vita.

## Opere
- Identidad cristiana del matrimonio y de la familia, Editorial Cultural y Espiritual Popular, 1990. ISBN 978-84-7050-224-8.
- La familia cristiana, comunidad de creyentes, Editorial Cultural y Espiritual Popular, 1991. ISBN 978-84-7050-270-5.
- Familias cristianas para una nueva evangelización, Editorial Cultural y Espiritual Popular, 1993. ISBN 978-84-7050-348-1.
- con Francisco Ortiz Ahulló, Familia cristiana y educación de valores: temas para reuniones de matrimonio, Editorial Cultural y Espiritual Popular. 1994. ISBN 978-84-7050-386-3.
- El sacramento de la penitencia, Facultad de Teología San Vicente Ferrer, 1980. ISBN 978-84-600-1604-5.

## Genealogia episcopale
La genealogia episcopale è:
- Cardinale Scipione Rebiba
- Cardinale Giulio Antonio Santori
- Cardinale Girolamo Bernerio, O.P.
- Arcivescovo Galeazzo Sanvitale
- Cardinale Ludovico Ludovisi
- Cardinale Luigi Caetani
- Cardinale Ulderico Carpegna
- Cardinale Paluzzo Paluzzi Altieri degli Albertoni
- Papa Benedetto XIII
- Papa Benedetto XIV
- Papa Clemente XIII
- Cardinale Giovanni Francesco Albani
- Cardinale Carlo Rezzonico
- Cardinale Antonio Dugnani
- Arcivescovo Jean-Charles de Coucy
- Cardinale Gustave-Maximilien-Juste de Croÿ-Solre
- Vescovo Charles-Auguste-Marie-Joseph Forbin-Janson
- Cardinale François-Auguste-Ferdinand Donnet
- Vescovo Charles-Emile Freppel
- Cardinale Louis-Henri-Joseph Luçon
- Cardinale Charles-Henri-Joseph Binet
- Cardinale Maurice Feltin
- Cardinale Jean-Marie Villot
- Arcivescovo Lajos Kada
- Vescovo Juan Antonio Reig Pla